# نقطه فروپاشی (فیلم ۱۹۶۱)
نقطه فروپاشی (انگلیسی: The Breaking Point) یک فیلم جنایی بریتانیایی است که در سال ۱۹۶۱ منتشر شد. از بازیگران آن می‌توان به لیزا گاستونی اشاره کرد.